# Hohe Wart (Fichtelgebirge)
Die Hohe Wart ist ein 613 m hoher, stark bewaldeter Granithügel 1 Kilometer nordöstlich von Silberbach, einem Gemeindeteil der Stadt Selb im Landkreis Wunsiedel im Fichtelgebirge. Die Erhebung liegt auf der Selb-Wunsiedler Hochfläche, der Waldbestand wird vom Forstbetrieb Selb forstwirtschaftlich genutzt.
1,3 Kilometer östlich steht an der Staatsgrenze Deutschland-Tschechien am Grenzübergang die Liebensteiner Torkapelle, 1 Kilometer südöstlich befindet sich der in Stein gefasste Silberbrunnen, die Quellfassung des Bachlaufs Silberbach.

## Karten
- Fritsch Wanderkarte Nr. 106 Selb-Schönwald, Maßstab 1:35.000